# Змеево
 Тази статия е за селото в област Добрич.  За селото в област Стара Загора вижте Змейово.  
Змеево е село в Североизточна България. То се намира в община Балчик, област Добрич.

## География
Село Змеево (област Добрич) се намира в Североизточен регион на България и е част от община Балчик.
То е разположено на около 25 км северозападно от гр. Добрич. Разстоянието до Черно море е също около 25 км.
Селото е в близост до международния път за Румъния, който е изцяло ремонтиран.

## История
Съществуват данни, че селище на това място е имало още в античността. Недалеч от днешните граници на Змеево има могили в които са откривани части от съдове и монети а също и накити от злато, мед и сребро. Първите писмени сведения за населено място са в турски регистри от 16 век.
Името, което се среща в повече документи преди и след Освобождението, е Иланлък. Преди 100 години край селото е имало гора. Тя е изсечена след окупирането на Добруджа от румънците, за да се осигури земя за преселените тук цинцари от македонските планини. В гората е имало изключително много змии. На тях селото дължи името си /от турското „илан“ – змия/. По онова време селището се е състояло от три махали – Карасинанската, Куру махле и Ембие махле. Карасинанската махала се е оформила в средата на 19 век от преселници от с. Карасинан /днес Росеново/. В Куру махле живеят потомците на първите българи, заселили се по тия места. За Ембие махле са запазени откъслечни спомени. Според някои краеведи това е било отделно населено място, което е изчезнало. Други са на мнение, че става дума за махала на Иланлък. След попадането на Добруджа под румънска окупация селото получава името Шарпени /буквален превод от турското наименование/.
Първата училищна сграда е построена през 1908 г. Школото в Змеево носи името на Стефан Караджа. През 70-те години е закрито поради липса на деца. Пак по същата причина престава да функционира и детската градина след 89 г.
Строежът на православния храм „Рождество на Пресвета Богородица“ започва по време на румънската окупация на Добруджа – през 1935 г. Когато преселниците от Северна Добруджа пристигат тук, заварват църквата неизмазана.
През 1938 г. е построена първата обществена сграда в Змеево. Първоначално тя е била предназначена за училище. Днес в нея се помещава кметството.
Змеево е сред населените места в Добруджа, които претендират, че край тях се е намирал Антимовският хан, описван от Йордан Йовков. От стари хора е запомнено и точното му местонахождение – на по-малко от километър от днешните граници на селото. Хипотезата, че Антимовският хан е бил именно в този район, се подкрепя и от обстоятелството, че в началото на миналия век основната пътна артерия за Балчик и Батовската долина е минавала край Иланлък.
През 60-те години е поставено началото на читалищната дейност в Змеево. Читалището носи името на Йордан Йовков. Днес към него функционира и група за автентичен фолклор. В темелите на читалището е зазидан завет към поколенията. Местни хора разказват, че в една от колоните на сградата са поставени и три бутилки вино.
Според легенда името на селото идва от „змей“ или „змия“, като тя гласи че преди там имало живял змей, който бил влюбен в красива девойка, но тя не споделяла любовта му. Змеят разочарован от това пуснал в селото множество змии.

## Население
Численост на населението според преброяванията през годините:
| \| Година на преброяване \| Численост \| \| --------------------- \| --------- \| \| 1934 \| 1008 \| \| 1946 \| 1101 \| \| 1956 \| 1120 \| \| 1965 \| 1107 \| \| 1975 \| 841 \| \| 1985 \| 626 \| \| 1992 \| 488 \| \| 2001 \| 440 \| \| 2011 \| 289 \| \| 2021 \| 191 \| |           |
| Година на преброяване | Численост |
| 1934 | 1008      |
| 1946 | 1101      |
| 1956 | 1120      |
| 1965 | 1107      |
| 1975 | 841       |
| 1985 | 626       |
| 1992 | 488       |
| 2001 | 440       |
| 2011 | 289       |
| 2021 | 191       |

### Етнически състав

#### Преброяване на населението през 2011 г.
Численост и дял на етническите групи според преброяването на населението през 2011 г.:
|                     | Численост | Дял (в %) |
| Общо                | 289       | 100.00    |
| Българи             | 277       | 95.84     |
| Турци               | –         | –         |
| Цигани              | –         | –         |
| Други               | ?         | ?         |
| Не се самоопределят | ?         | ?         |
| Неотговорили        | 6         | 2.07      |

## Културни и природни забележителности
Обновена православна църква.

## Редовни събития
Редовен годишен сбор, съчетан с мотокрос – 6 септември.